# 인천송빛초등학교
인천송빛초등학교는 대한민국 인천광역시 연수구에 있는 공립 초등학교이다.

## 학교 연혁
- 2024년 9월 1일 : 개교